# Keith Lasley
Keith Lasley (Glasgow, Escocia, 21 de septiembre de 1979) es un exfutbolista escocés que jugaba de centrocampista.
La mayor parte de su carrera la jugó en el Motherwell F. C., equipo en el que continuó tras su retirada ejerciendo de técnico asistente.

## Clubes
| Club                     | País       | Año       |
| ------------------------ | ---------- | --------- |
| Motherwell F. C.         | Escocia    | 1999-2004 |
| Plymouth Argyle F. C.    | Inglaterra | 2004-2006 |
| Blackpool F. C. (cedido) | Inglaterra | 2006      |
| Motherwell F. C.         | Escocia    | 2006-2017 |